# Stazione di Kannami
La stazione di Kannami (函南駅 Kannami-eki?) è una stazione della cittadina di Kannami del distretto di Tagata, nella prefettura di Shizuoka. La stazione è gestita dalla JR Central, e servita dalla linea principale Tōkaidō

## Linee
JR Central
■ Linea principale Tōkaidō

## Caratteristiche
La stazione è dotata di 1 marciapiede a isola centrale per un totale di 2 binari passanti in superficie.
| 1 | ■ Linea principale Tōkaidō | per Mishima, Numazu, Shizuoka e Hamamatsu |
| 2 | ■ Linea principale Tōkaidō | per Atami, Odawara, Yokohama e Tokyo      |

## Stazioni adiacenti
| «                        | Servizio                 | »                        |
| Linea principale Tōkaidō | Linea principale Tōkaidō | Linea principale Tōkaidō |
| ------------------------ | ------------------------ | ------------------------ |
| Atami                    | Locale                   | Mishima                  |